# Guerra istrica
La guerra istrica fu una serie di guerre combattute tra Roma e gli Istri tra il 221 a.c. e il 177 a.c. 

## Contesto Storico
Le guerre istriche sono particolari perché si svolgono in mare, prima, e in terraferma, poi. Ed è proprio nel nord Adriatico che avvengono i primi contatti tra i Romani ed il popolo degli Istri, padrone dell'isola da mezzo millennio. Il fatto è che, il senato dell'Urbe designava la penisola D'Istria perché collegava l'Italia del nord (Gallia Cisalpina) con l'Illirico, senza bisogno di passare dal mare, all'epoca invaso dai pirati, senza contare l'importantissima città di Aquileia, centro costiero e navale paragonabile a Cartagine e Roma. 

## Le prime spedizioni
Nel 221 a.c., i due consoli, Publio Cornelio Scipione Asina e Marco Minucio Rufo, intrapresero azioni ostili, utilizzando due legioni, contro le tribù locali dell'attuale Friuli, alcune combattendo, altre trattando pacificamente. Nel febbraio dell'anno successivo, gli Istri contrattaccano sotto il comando del loro nuovo re, Demetrio di Faro. Quest'ultimo, non aveva intenzione di sfidare i romani in terraferma, dove erano in superiorità numerica, ma in mare. 

## Scontri successivi (Marzo 220 a.c.-219)
Gli Illiri, altro popolo della Croazia, Serbia e Bosnia, venivano continuamente assaliti sulle coste dai pirati Istri. I consoli, pensarono bene di sfruttare l'occasione per distruggere entrambe le tribù. Si giunge ad uno scontro nei pressi di Trieste (219 a.c.). Non sappiamo bene l'esito della battaglia, ma sappiamo che Roma abbatté 20 navi, impedì l'avanzata Istrica, e sconfisse, non definitivamente, Demetrio da Faro. Alla morte di questo, (218 a.c.) si conclude la prima guerra D'Istria. Ma il popolo non si era assolutamente arreso, riorganizzò la Flotta e l'esercito, le amministrazioni, e riprese il controllo dell'Alto Adriatico e delle sue coste.

## Conseguenze e perdite degli schieramenti
Di fatto, quando i Romani vinsero, a stento, la guerra, consideravano la penisola una sorta di protettorato. A differenza, gli Istri consideravano Roma quasi un padrone assoluto delle terre, ma non tutto era finito. Le perdite sono piuttosto basse da entrambe le parti: i l'urbe perde 500 uomini e 30 navi, gli Istri 600 soldati e 80 navi. 